# Pescatourisme
Pour les articles homonymes, voir Tourisme (homonymie).
 (février 2011).
Si vous disposez d'ouvrages ou d'articles de référence ou si vous connaissez des sites web de qualité traitant du thème abordé ici, merci de compléter l'article en donnant les références utiles à sa vérifiabilité et en les liant à la section « Notes et références ».
Le pescatourisme est une activité de loisir ayant pour objectif de faire embarquer des touristes à bord de bateaux de pêche professionnelle ou de barges ostréicoles. C’est aussi un moyen, pour les marins pêcheurs, de faire mieux connaître leur métier, les techniques de pêche et l’environnement marin, le temps d’une marée.

## Principe
Le pescatourisme donne la possibilité à des pêcheurs professionnels d’accueillir à bord de leur embarcation un certain nombre de personnes, pour participer à une activité de tourisme-récréation et de découverte du monde de la mer et de la pêche.
La pêche est moins importante, du fait de la place prise par les passagers au détriment des filets de pêche et d’une pratique moins intensive. Mais le pêcheur accroît ses revenus par la diversification de son activité, comme cela s’est produit avec l’agrotourisme. Cela lui permet également de faire connaître son métier traditionnel, avec ses difficultés et ses aléas, notamment vis-à-vis de la gestion de la ressource.

## Histoire
Cette activité est née en Italie, en 1998, à travers le consortium PEI « Progetto economia ittica-turismo con i pescatori » qui a développé deux activités complémentaires: le « Pescaturismo » et « l’Ittiturismo ». 
La première propose une journée de balade en mer, pour découvrir le relevage des filets où seul le poisson nécessaire à la confection d’un repas, préparé par les marins pour les touristes, est pêché. La seconde est une activité d’hébergement dans l’habitat typique et traditionnel des pêcheurs.
En 10 ans, ce sont plus de 100 000 touristes qui ont été accueillis dans le cadre de ce projet.
Dès le début des années 1990, les ostréicultrices charentaises regroupées au sein de l'association "Terres Marines" pratiquaient le pescatourisme dans le bassin de Marennes-Oléron. 
Cette activité a été redéveloppée sur le Bassin d'Arcachon à titre expérimental à partir de 2010, grâce au programme Axe 4 du Fonds Européen pour la Pêche, qui a permis le développement d'un partenariat avec le Syndicat Intercommunal du Bassin d'Arcachon, les filières locales de la pêche et de l'ostréiculture et le Pays du Bassin d'Arcachon-Val de l'Eyre.
Sous la bannière "Embarquez! avec les ostréiculteurs et les pêcheurs du Bassin d'Arcachon", cette activité connaît un essor important. En 2015, ce sont ainsi plus de 1200 passagers qui ont découvert les activités de la pêche, de l'ostréiculture, l'environnement marin et le site exceptionnel du Bassin d'Arcachon en partant à la marée avec des professionnels.
Pour la première fois sur la rive sud de la méditerranée le Pescatourisme a été officiellement reconnu en Algérie par un décret exécutif en 2016; les premières autorisations sont déjà en cours d'attribution aux pêcheurs par le ministère du transport, et ce au niveau du parc national de Taza  Jijel et le parc national de Gouraya a Bejaia . Cette activité a été proposée par les pêcheurs de la wilaya de Jijel comme activités complémentaire dans le cadre du projet de la création de l'aire marine protégée de Taza en 2012 dans un processus de consultation et de concertation du projet pilote MED PAN SUD WWF-DGF 209-2012 